# Мадам … (фільм, 1953)
«Мадам …» (фр. Madame de...) — французько-італійський драматичний фільм 1953 року режисера Макса Офюльса, екранізація однойменного роману Луїзи Вільморен, що був опублікований у 1951 році.

## Сюжет
Графиня Луїза … (Даніель Дар'є), дружина генерала … (Шарль Буає) веде розкішне життя і щоб віддати борги продає сережки, які генерал подарував їй після одруження. Однак, ювелір (Жан Дебюкур), якому вона продала сережки, знову продає генералові сережки, які він дарує своїй коханці, яка їде до Константинополя. Але сережки ніби зачаровані знову повертаються до подружжя.

## Ролі виконують
- Даніель Дар'є — графиня Луїза …
- Шарль Буає — генерал, граф Андре́ …
- Вітторіо Де Сіка — барон Фабріціо Дона́ті
- Жан Дебюкур — ювелір
- Мірей Перрі[fr] — Нуну, гувернантка

## Навколо фільму
- Луїза Вільморен створила своїх персонажів безіменними відповідно до стилістики прекрасної епохи. Це створювало відчуття, що герої роману базуються на реальних людях.
- Сережки з діамантами змінювали своїх власників вісімнадцять разів: Луїза … — ювелір — Андре … — його коханка — казино — крамниця — Фабріціо Донаті — Луїза … — Андре … — Фабріціо — ювелір — Андре … — Луїза … — Андре … — племінниця Луїзи — чоловік племінниці — ювелір — Луїза … — церква.
- У фільмі описуються події 1880 року, оскільки там згадується, що графиня знепритомніла на 20 хвилин під час землетрусу в Лісабоні, 6,1 бала за шкалою Ріхтера.